# Corsica és Sardinia
Corsica et Sardinia római provincia volt, amely Korzika (latin Corsica) és Szardínia (latin Sardinia) szigeteket foglalta magába.
A föníciaiak számos kereskedelmi állomást hoztak létre a két szigeten. Utánuk érkeztek a görögök, akik szintén létrehozták saját kolóniáikat. Karthágó az etruszkok segítségével Kr. e. 535-ben meghódította a korzikai Alalia föníciai gyarmatot. Később Szardínia is Karthágó fennhatósága alá került.
Az első pun háború idején a Római Birodalom Kr. e. 259-ben már megtámadta Szardíniát, de akkor nem tudták meghódítani. Kr. e. 237-ben azonban, a háború lezártával, Szardínia, majd Korzika is a rómaiak birtokába került.